# Некрасовский сад
Некрасовский сад

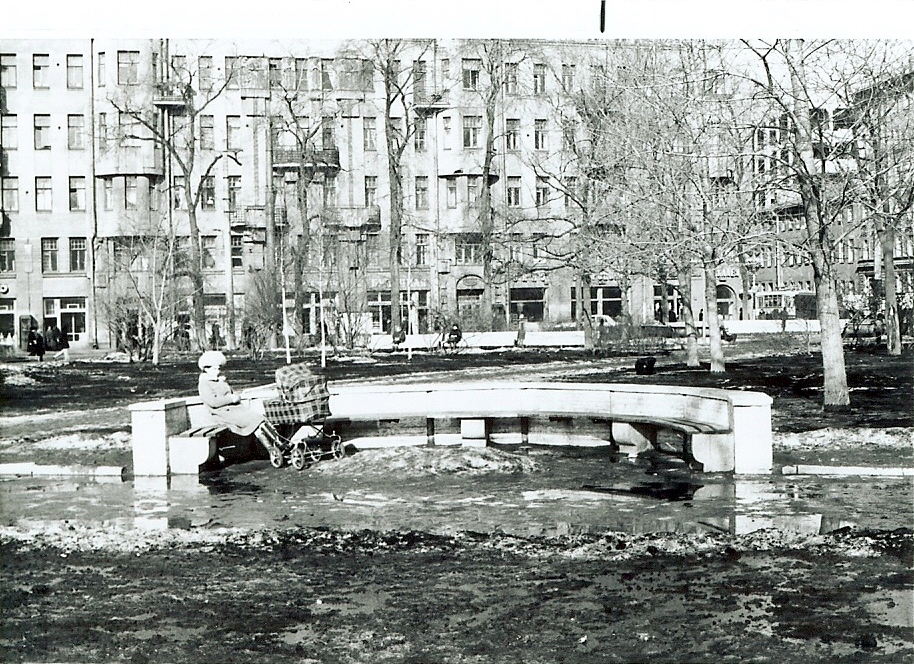
Некрасовский сад весной 1977 года

— сад в Санкт-Петербурге на углу Греческого проспекта и улицы Некрасова. Также известен под названиями Греческий сад и Прудки.

## История
Местность, на которой находится нынешний сад, начала осваиваться ещё в XII веке, когда на песчаной гряде, образованной древним морем, был проложен тракт, которым пользовались новгородские купцы. Этот тракт с начала XVIII века стал основной магистралью, связывающей строящийся Санкт-Петербург с внутренними областями России. 
К наиболее ранним постройкам города, тяготевшим к Новгородской дороге, относился Летний дворец Петра I и прилегающий к нему Летний сад с фонтанами. Для питания водой фонтанов Летнего сада и для снабжения города питьевой водой в 1718—1721 годах был сооружён канал. Канал протяжённостью более 20 км начинался у реки Лиги (ныне река Дудергофка), вытекающей из Дудергофского озера, и заканчивался двумя прудками (большим и малым бассейнами-накопителями), давшими название Бассейной улице, у которой они находились. Прилегающая к бассейнам местность получила название Прудки.
На плане Рождественской части Санкт-Петербурга 1865 года к югу от малого бассейна показан небольшой садик с пятилучевой планировкой. На «плане урегулирования местности набережной Лиговского канала», утверждённом Санкт-Петербургским губернатором 17 января 1870 года, участок к югу от малого бассейна, занятый садиком, обозначен как место, отведённое для Евангелической больницы (современный НИИ фтизиопульмонологии), построенной в начале Лиговского проспекта в 1870-х годах.
В мае 1882 года домовладельцы и жители Песков направили на имя полицеймейстера прошение о дозволении устроить на собственные средства сквер на площади около прудков. 17 июля 1882 года было отправлено ещё одно прошение с просьбой назвать будущий сквер Скобелевским в честь генерала Скобелева. Согласно плану, составленному техником Н. Н. Бобровым и удостоверенному подписью архитектора В. Ф. фон Геккера, сквер предполагалось устроить на полосе земли между восточным берегом большого бассейна и Греческим проспектом. Заданность участка и границ определила прямоугольную конфигурацию сквера с симметричной планировкой: центральная прямолинейная дорожка с 12 газонами (по 6 с каждой её стороны), периметральная дорожка и три поперечные дорожки с малыми круглыми площадками. Ещё две, большие по диаметру площадки с беседками в центре каждой планировалось сделать против 6-й и 7-й Рождественских улиц. Ширина сквера уменьшалась по направлению к нынешнему Прудковскому переулку. С южной стороны большого бассейна проектировалось устройство аллеи.
В октябре 1883 года Александр III утвердил проект планировки сквера с присвоением ему наименования Греческий, по Греческому проспекту и находящейся неподалёку греческой церкви. При этом по городской табели 1874 года под № 517 в этом месте уже значился некий Греческий сквер — возможно, это был сад Греческой церкви либо садик к югу от малого бассейна, переданный Евангелической больнице.
6 мая 1885 года сквер был торжественно открыт. В 1891 году, после засыпки части Лиговского канала и обоих бассейнов (прудков), начался второй этап истории сквера. Вопросы, ходатайства и предложения об урегулировании местности у бывших прудков городская Управа рассмотрела 1 мая 1893 года и одобрила проект разведения сада на пространстве засыпанного большого бассейна с соединением его с уже существовавшим Греческим сквером. Проект нового сада разработал городской садовник В. И. Визе. Композиция объединённого Греческого сада была выдержана в формах, характерных для пейзажного стиля, где извивающиеся дорожки образуют куртины фигурной конфигурации. В южной части сада была устроена обширная площадка для детских игр.

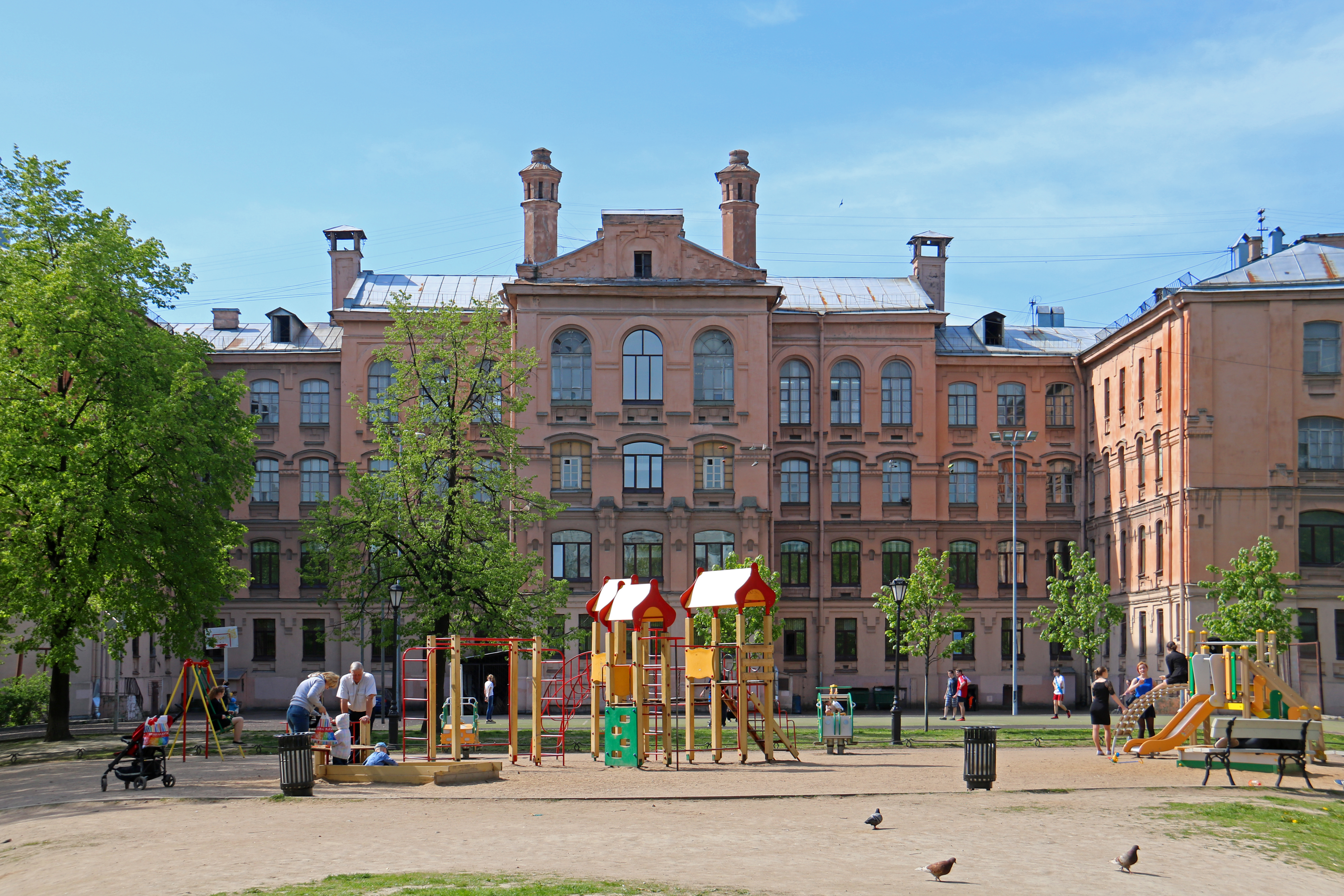
Бывшее здание Городского начального училища, вид со стороны сада

В 1901 году на углу Греческого проспекта и Прудковского переулка было выстроено здание Городского начального училища имени императора Александра II (современная гимназия № 166), что повлекло за собой перепланировку прилегающего сада. Новая планировка Греческого сада, разработанная, видимо, также В. И. Визе, была решена в сочетании пейзажных куртин и системы замкнутых круговых дорожек, связанных с тремя малыми круглыми площадками со стороны Бассейной улицы, с большой овальной — вблизи участка Евангелической больницы и с полуциркульной малой площадкой перед входом в сад со стороны Греческого проспекта. Обширная полуовальная детская площадка перед северным фасадом училища отделялась от него оградой. На овальной площадке около участка Евангелической больницы помещалась беседка дуговых очертаний. 
В 1901—1906 годах в саду были устроены приспособления для гимнастики, зимой устанавливались горки для катания на санках. В саду были высажены лиственные деревья различных пород, различные сорта кустарников, каждую весну высаживались цветы на клумбах. В таком виде сад просуществовал ещё несколько лет. Совершенно другая его планировка в виде системы шести лучей, расходящихся от центральной круглой площадки сада, зафиксирована на плане города 1916 года. Если этот план соответствует действительности, то планировка сада не менялась до 1921—1922 годов.

## Советское время
В 1918 году Бассейная улица стала называться улицей Некрасова, основанием к чему послужило более чем 20-летнее проживание Н. А. Некрасова в доме на углу Бассейной улицы и Литейного проспекта. В декабре 1922 года в Греческом саду был установлен бронзовый бюст Н. А. Некрасова работы скульптора В. В. Лишева. В этот же период сад был переименован в Некрасовский.
В 1927 году началась массовая реконструкция садов и парков города. Проект перепланировки Некрасовского сада был разработан ландшафтным архитектором и учёным-садоводом Р. Ф. Катцером, который сформировал композицию сада, ориентируя её на находящийся в центре бюст Некрасова. Фигурная по очертаниям площадка с бюстом была образована тремя газонами сложного абриса, разделёнными тремя прямолинейными дорожками, направленными к бюсту. Ещё одна прямолинейная дорожка была спроектирована вдоль Греческого проспекта. Остальные дорожки и куртины имели криволинейные очертания с прямоугольными и полукруглыми заглублениями, однако в композиции сохранялся принцип симметрии. В проекте также была сохранена большая полукружная площадка перед зданием бывшего начального училища. Партерное оформление с декоративным цветником имело самый крупный газон против входа в сквер с улицы Некрасова. Второй вход с Греческого проспекта также был сохранён.
Во время Великой Отечественной войны Некрасовскому саду был нанесён значительный урон. Но уже в 1944 году там производилась расчистка куртин, дорожек и газонов, корчёвка пней, оставшихся от снесённых снарядами деревьев, засыпка ям.
В 1950-х — 1960-х годах на территории сада появилось множество временных строений, перегородивших его в поперечнике. Оставшаяся часть сада была распланирована в виде прямолинейной дорожки, ведущей от входа с улицы Некрасова, по сторонам которой на засаженных участках были выделены две прямоугольные площадки разной величины, видимо, спортивного назначения. Эта прямолинейная дорожка была соединена с диагональной, ведущей к калитке со стороны Греческого проспекта. Две лучевые симметричные дорожки от площадки у входа со стороны улицы Некрасова, расходясь в стороны, продолжались вдоль западной и восточной границ сквера.

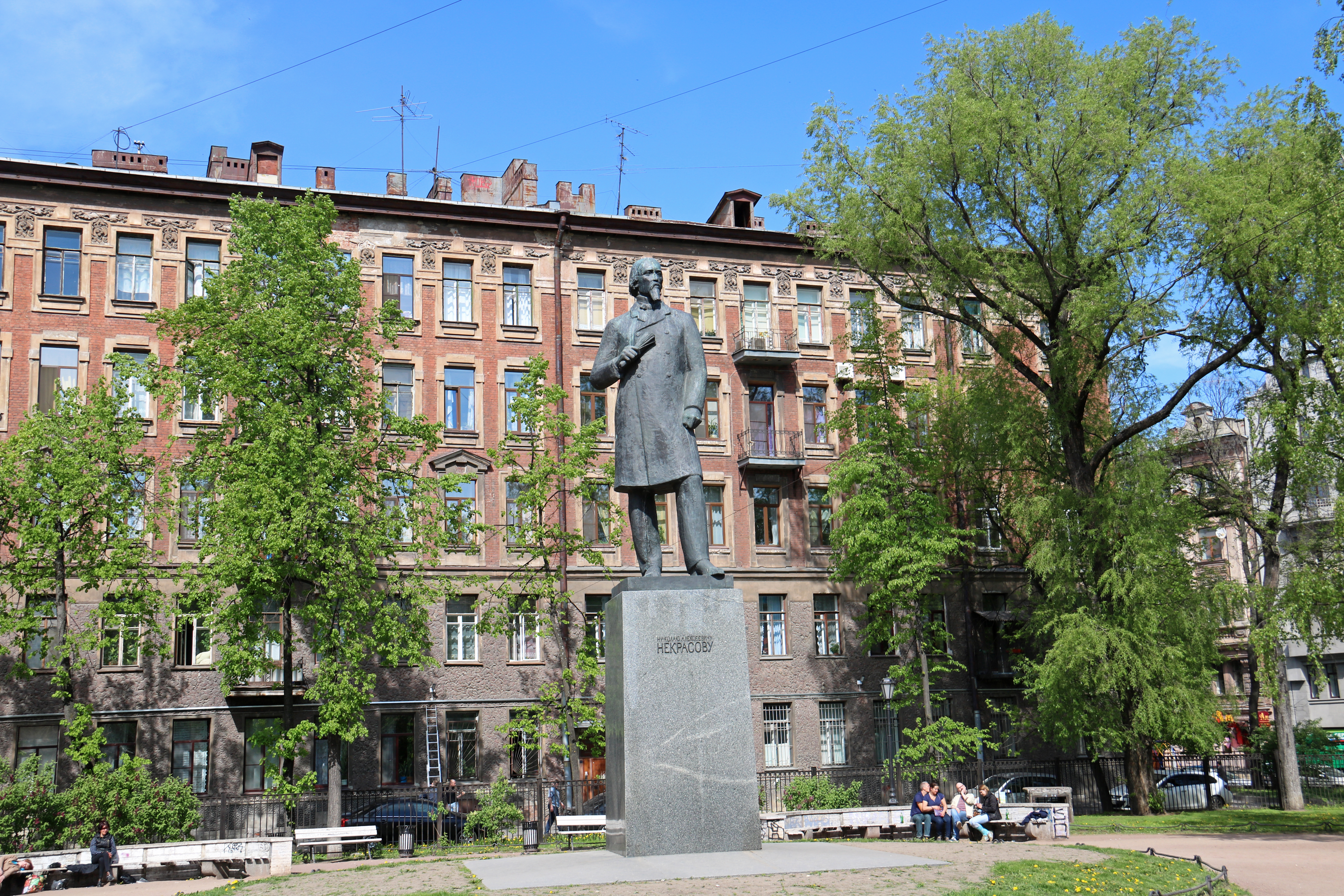
Памятник Н. А. Некрасову на фоне бывшего жилого корпуса Евангелической больницы

В 1946 году, когда праздновалось 125-летие со дня рождения Н. А. Некрасова, бюст поэта был перенесён из сада на Литейный проспект и установлен в сквере дома № 37 — наискосок от дома № 36, где последние 20 лет жил Н. А. Некрасов. В 1952 году производился капитальный ремонт сада, в 1956 году — реставрация ограды.
14 декабря 1971 года на месте, где стоял бюст, был установлен памятник Н. А. Некрасову (скульптор Л. Ю. Эйдлин, архитектор В. С. Васильковский). Статуя высотой 3,4 м установлена на гранитном постаменте высотой 3,95 м. Тогда же была снята ограда сада и произведена очередная перепланировка. В саду были установлены стильные светильники и каменные с деревянными сиденьями скамьи, вписанные в заглублённые площадки полуциркульных очертаний.

## Современность
К 2009 году планировочное состояние сада почти полностью соответствовало плану 1991 года, снятому с натуры Проектно-инвентаризационным бюро. Вдоль сетчатой решётки, ограждающей полуциркульную площадку перед зданием школы со стороны сада, были высажены кустарники, однако овальная площадка, имеющаяся на плане, была ликвидирована.
На выходе из сада к БКЗ «Октябрьский» 29 мая 2003 года был установлен памятник Иоаннису Каподистрия. Этот памятник — дар греческого правительства и греческой общины в России к 300-летию Санкт-Петербурга. Общая высота памятника составляет 5,2 м, высота самой статуи — 2,6 м.

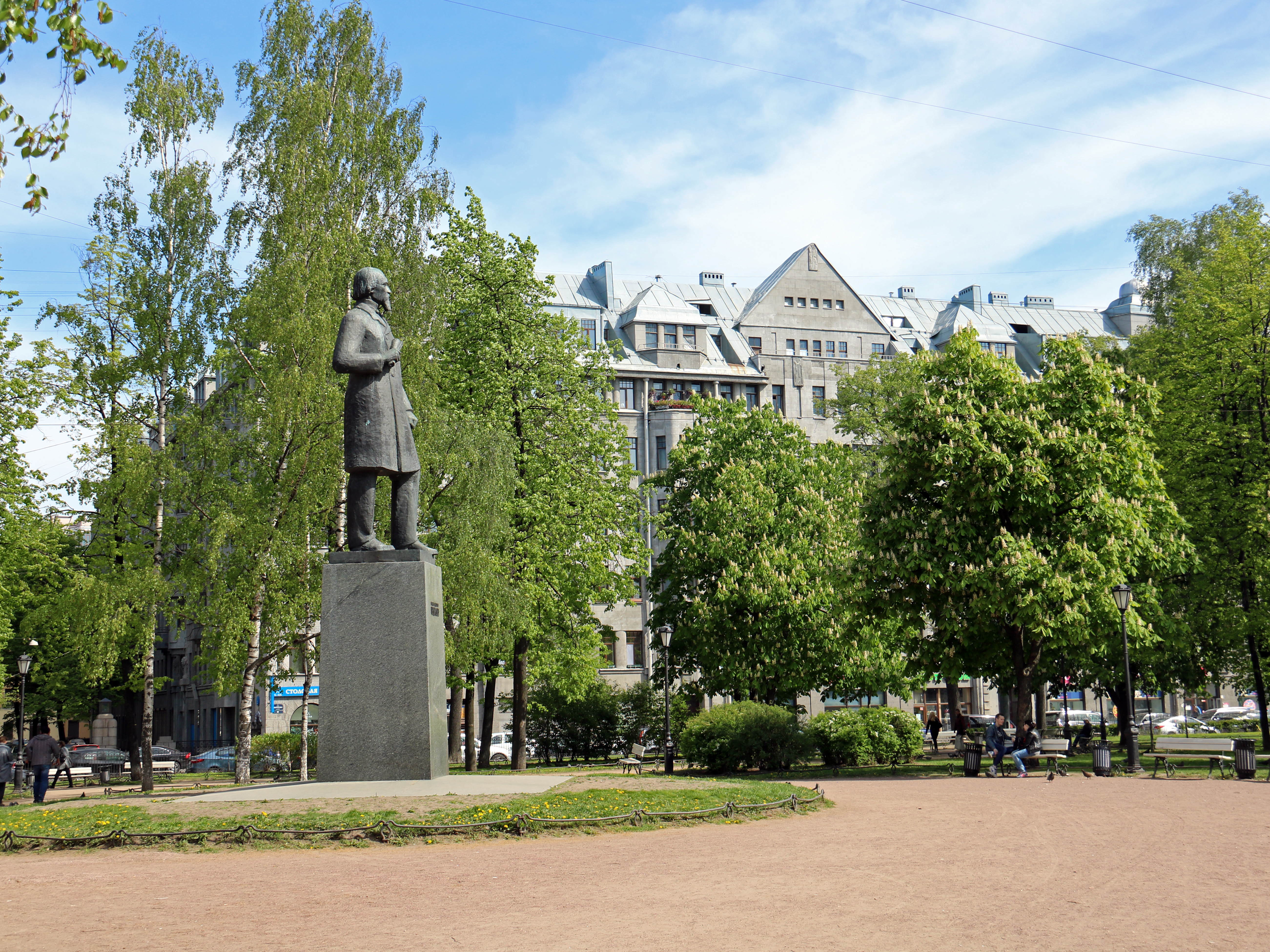
Сад в 2016 году

С декабря 2009 по декабрь 2010 года сад закрывался на капитальный ремонт. Работы предусматривали вертикальную планировку территории, восстановление дренажной и ливневой канализации, ремонт и устройство дорожек и площадок. Были заменены старые деревья и кустарники, высажены новые. Территорию сада оградили кованой решёткой с витым узором, изготовленной в соответствии с найденным при реконструкции фрагментом старинной ограды. Обновлено цветочное оформление, модернизированы спортивная и детская площадки. В целом композиция и элементы благоустройства сада были приведены в соответствие с планом, разработанным В. И. Визе.

## Строения
Рядом с садом находятся:
- БКЗ «Октябрьский»
- Гимназия № 166
- Гимназия № 155
- НИИ фтизиопульмонологии
- Киоск вентиляционной шахты № 201 Кировско-Выборгской линии метрополитена.